# 将军山墓群
将军山墓群，位于中国甘肃省蘭州市永登县，为一个省级文物保护单位，类型为古墓葬。
将军山墓群的历史年代为汉代。